# خرده دره
خرده دره، روستایی در دهستان هرم بخش هرم شهرستان جویم در استان فارس ایران است.
خرده دره روستایی نسبتا کوچک در بخش هرم شهرستان جویم واقع در جنوب استان فارس میباشد جمعیت این روستا که البته به علت مهاجرت ساکنان آن به شهر های اطراف کم شده حدود ۸۰۰نفر  میباشد مردم این روستا تماما ترک زبان هستند و آمار تحصیلکرده های این روستا نسبت به جمعیت آن آمار خوبی را نشان میدهد شغل عموم مردم در این روستا کشاورزی و دامپروری است .قسمت متمرکز این روستا
شهرک ال محمد است ولی بخش های دیگر از قدمت بیشتری برخوردارند
تاریخ تاسیس این شهرک سال ۱۳۷۰است
روستای خورده دره از طبیعت بکر و زیبایی برخوردار است که همواره گردشگران را به این منطقه جذب میکند
از این منطقه میشود به عنوان پرچمدار بخش جویم یاد کرد
مردم منطقه همواره از رشادت و شجاعت بالایی برخوردار بوده اند،به گونه ای که علی‌رغم بی توجهی و بی مهری زیادی که در طول این حکومت بر انها اعمال شده تا به حال سر جلوی هیچ ظلم جوری خم نکرده اند .

## جمعیت
بر پایه سرشماری عمومی نفوس و مسکن در سال ۱۳۹۵، جمعیت این روستا برابر با ۷۵۴ نفر (۱۷۹ خانوار) بوده‌است.